# صاليما
صاليما هي إحدى القرى اللبنانية من قرى قضاء بعبدا في محافظة جبل لبنان.